# خيرونيمو لوبو
خيرونيمو لوبو (بالبرتغالية: Jerónimo Lobo‏) هو دبلوماسي برتغالي، ولد في 1593 في لشبونة في البرتغال، وتوفي بنفس المكان في 29 يناير 1678.